# Karimabad
Karimabad (urdu: كريم آباد, również Baltit) – miasto w Pakistanie (Gilgit-Baltistan). Według danych szacunkowych na rok 2008 liczy 10 955 mieszkańców Ośrodek przemysłowy, dawna stolica księstwa Hunza.